# Raquel da Silva
Raquel Peluci Xavier Camargo da Silva (Rio de Janeiro, 30 de abril de 1978) é uma ex- voleibolista brasileira indoor que atua como ponteira e oposto e por um tempo foi voleibolista de praia.

## Carreira
Em 1991  começou a jogar no Flamengo e  logo cedo integrou as categorias de base da  Seleção Brasileira Feminina de Voleibol e em 1994 foi Campeã  do Sul-Americano Infanto-juvenil e Sul-Americano Juvenil. 
Disputou os Mar del Plata 1995, tendo obtido a sexta colocação e vice-campeã  do Sul-americano Juvenil de 1995.Jogou no Botafogo em 1996 e conquistou o  Bi-campeonato Sul-americano Juvenil.
Em 1998 venceu o Grand Prix de Vôlei, no qual foi premiada Melhor Sacadora  e  atuando pelo Rexona-Ades chega a final da Superliga, da temporada 1998/1999 ficando com  o vice-campeonato.
Na temporada  1999/2000 atuando pelo  MRV/Minas, chega novamente as finais e fica com vice-campeonato. Disputou os Winnipeg 1999 conquistando a medalha de ouro e no  mesmo ano ouro no Sul-americano, além da medalha de prata no Grand Prix de Voleibol e nesta competição  em 2000 conquistou o bronze e esteve na equipe medalha de bronze em Sydney 2000 .
Na temporada 2000/2001, conquistou o vice-campeonato da superliga pelo Vasco da Gama. Em 2001, atuando pela Seleção Brasileira Feminina de Voleibol conquista o  Campeonato Sul-Americano de Voleibol Feminino. Ainda pela seleção nacional participou em 2002 do torneio internacional  Montreux Volley Masters, na Suíça e após este pediu dispensa e só retornou a seleção em 2003 e  disputando o mesmo Montreux Volley Masters  e neste ano o Grand Prix de Voleibol, na Itália, e na Colômbia conquista mais um ouro no Campeonato Sul-Americano de Voleibol Feminino.
Na temporada 2004/2005 transferiu-se para o voleibol japonês e atuou pelo Japan Tobacco. Ainda em 2005  conquistou o Grand Prix de Voleibol.Na temporada 2005/2006, atuou no voleibol russo defendendo o Zarechie Odintsovo e conquistou o vice-campeonato russo. Retornou ao voleibol brasileiro para defender o Finasa/Osasco, onde também ficou  com vice-campeonato  da superliga de 2006/2007.
Em 2007/2008 atuou no voleibol sul-coreano e  conquistou a V-League (Coreia do Sul) defendendo o GS Caltex e foi a maior pontuadora. Sua última temporada nas quadras foi a de 2008/2009, com o Pinheiros/Mackenzie. Depois resolveu tentar carreira no voleibol de praia.
Raquel desde 2009 incentivada pela ex-voleibolista indoor e de praia Virna Dias, sua amiga pessoal, deixou o voleibol indoor e seguiu carreira na praia; teve como dupla durante  três anos: Ágatha, Izabel, Mirlena, Luana, Maria Clara e Ângela, parceira com quem conseguiu um dos resultados mais expressivos na temporada na areia quando venceram  as duplas: Maria Clara/Carolina, Maria Elisa/Talita e Juliana /Larissa, na sequência, para conquistar o título do Circuito Banco do Brasil de Balneário Camboriú. Ela também foi campeã das etapas do Brasil e do Peru do Circuito Sul-Americano 2010/2011. Sua última parceira no circuito foi Shaylyn, na etapa de Campo Grande do Circuito Banco do Brasil Challenger de Vôlei de Praia 2012.
Após quatro anos no  voleibol de praia. Raquel resolve  voltar às quadras, a experiente  oposto atuará aos 34 anos, ela com o Sariyer Belediyesi, disputará primeira divisão do Campeonato Turco.

## Clubes
| Clube                | País          | De   | Até  |
| Flamengo             | Brasil        | 1991 | 1996 |
| Botafogo             | Brasil        | 1996 | 1996 |
| MRV-Suggar/Minas     | Brasil        | 1996 | 1997 |
| Rexona               | Brasil        | 1997 | 1999 |
| MRV/Minas            | Brasil        | 1999 | 2000 |
| Vasco da Gama        | Brasil        | 2000 | 2001 |
| Rexona               | Brasil        | 2001 | 2003 |
| MRV/Minas            | Brasil        | 2003 | 2004 |
| Japan Tobacco        | Japão         | 2004 | 2005 |
| Zarechie Odintsovo   | Rússia        | 2005 | 2006 |
| Finasa/Osasco        | Brasil        | 2006 | 2007 |
| GS Caltex Seoul KIXX | Coreia do Sul | 2007 | 2008 |
| Rexona/AdeS          | Brasil        | 2008 | 2008 |
| Pinheiros/Mackenzie  | Brasil        | 2008 | 2009 |
| Sarıyer Belediyesi   | Turquia       | 2011 | 2012 |

## Títulos e Resultados
Seleção Brasileira de Voleibol Feminino
- 1998- 4ºLugar BCV Volley Masters Suíça [5]
- 1998- 4ºLugar Campeonato Mundial  Japão[5]
- 1999- 4ºLugar BCV Volley Masters  Suíça [5]
- 2001- 4ºLugar Copa dos Campeões   Japão[5]
- 2002- 5ºLugar Montreux Volley Masters  Suíça [5]

Jogos Pan-Americanos
- 1995-6ºLugar (Mar del Plata,  Uruguai)[2]

Grand Prix de Voleibol
- 2003- 8ºLugar (Andria,  Itália)[5]

Superliga Brasileira de Voleibol Feminino
- 1997/1998-Campeã atuando pelo Rexona[5]
- 1998/1999-Vice-campeã atuando pelo Rexona[5]
- 1999/2000-Vice-campeã atuando pelo MRV/Minas[5]
- 2000/2001-Vice-campeã atuando pelo Vasco da Gama[5]
- 2003/2004-Vice-campeã atuando pelo MRV/Minas.[5]
- 2007/2008-Vice-campeã  atuando pelo Finasa/Osasco.[5]
- 2008/2009-6ºLugar atuando pelo  Pinheiros/Mackenzie[5]

Salonpas Cup
- 2008- Vice-Campeã atuando pelo Rexona[6]

V.League (Japan)
- 2004/2005- 4º Lugar  atuando pelo Japan Tobacco Marvelous[5]

Superliga de Voleibol Russo
- 2005/2006- Vice-campeã  atuando pelo Zareciye Odintsvo Rexona [7]

V-League (South Korea)
- 2007/2008-Campeã atuando pelo GS Caltex Seoul KIXX

## Premiação Individual
- Melhor Sacadora do Grand Prix de 1998
- 2007/2008-Maior Pontuadora do Campeonato Coreano  atuando pelo GS Caltex

## Histórico Voleibol de Praia
| ASSOCIAÇÃO    | MELHOR FINAL | PREMIAÇÃO |
| Internacional | 17º          | $ 3,150   |
| FIVB          | 17º          | $ 3,150   |
| Europa        | 2º           | € 480     |
| CEV C& S      | 2º           | € 480     |

| FIVB INDIVIDUAL | Ranking | Pontuação |
| Ano de 2010     | 238º    | 18 pts    |
| Ano de 2011     | -       | 0pts      |
| Ano de 2012     | 116º    | 100pts    |

| CEV Challenger & Satellite | Ranking | Pontuação |
| Ano de 2010                | 768º    | 45 pts    |

| Parceira FIVB Circuito Mundial | Pontuação |
| Maria Clara Salgado            | 100 pts   |
| Agatha Bednarczuk              | 18pts     |
| Semirames Perazzo Marins       | 0pts      |

| Parceira CEV Challenger & Satellite | Pontuação |
| Agatha Bednarczuk                   | 45pts     |

| Etapa                | Associação | Pontuação | Ranking   |
| Brasília Brasil      | FIVB       | 69 pts    | 41º       |
| Beijing China        | FIVB       | 0 pts     | -         |
| Xangai China         | FIVB       | 49 pts    | 25º e 41º |
| Roma Itália          | FIVB       | 0 pts     | -         |
| Seul Coreia do Sul   | FIVB       | 0 pts     | -         |
| Kristiansand Noruega | FIVB       | 0 pts     | -         |
| Moscou Rússia        | FIVB       | 0 pts     | -         |
| Geroskipou Chipre    | CEV C&S    | 45pts     | 2º        |

| Data          | Etapa                             | Associação | Parceira          | Pontuação | Ranking |
| 19-24/04/2010 | Brasília Brasil                   | FIVB       | Agatha Bednarczuk | 9pts      | 41º     |
| 4-9/05/2010   | Xangai China                      | FIVB       | Agatha Bednarczuk | 9pts      | 41º     |
| 25-30/05/2010 | Seul Coreia do Sul                | FIVB       | Agatha Bednarczuk | 0pts      | -       |
| 9-14/08/2010  | Kristiansand Noruega              | FIVB       | Agatha Bednarczuk | 0pts      | -       |
| TOTAL         | 2 sets vencidos contra 8 perdidos | 238º       | 18pts             |           |         |

| Data          | Etapa                             | Associação | Parceira          | Pontuação | Ranking |
| 14-18/07/2010 | Geroskipou Chipre                 | CEV C&S    | Agatha Bednarczuk | 45pts     | 2º      |
| TOTAL         | 8 sets vencidos contra 6 perdidos | 32º        | 45pts             |           |         |

| Data          | Etapa                             | Associação | Parceira                 | Pontuação | Ranking |
| 17-22/04/2011 | Brasília Brasil                   | FIVB       | Semirames Perazzo Marins | 1pts      | -       |
| TOTAL         | 0 sets vencidos contra 2 perdidos | -          | 1pts                     |           |         |

| Data            | Etapa                               | Associação | Parceira            | Pontuação | Ranking |
| 15-20/04/2012   | Brasília Brasil                     | FIVB       | Maria Clara Salgado | 60pts     | 17º     |
| 30/04- 5/5/2012 | Xangai China                        | FIVB       | Maria Clara Salgado | 40pts     | 25º     |
| 7-12/05/2012    | Beijing China                       | FIVB       | Maria Clara Salgado | 0pts      | -       |
| 6-11/06/2012    | Moscou Rússia                       | FIVB       | Maria Clara Salgado | 0pts      | -       |
| 12-17/06/2012   | Roma Itália                         | FIVB       | Maria Clara Salgado | 0pts      | -       |
| TOTAL           | 14 sets vencidos contra 19 perdidos | 116º       | 100pts              |           |         |